# あきすとぜねこ
あきすとぜねこは、昭和時代の日本で流行した恋占い、または言葉遊びの一種。特に小学生の女子の間で流行していた。カタカナで「アキストゼネコ」と表記されることもある。
占う対象の男女2人の名前を数字に変換し、それを「あ」（愛してる）「き」（嫌い）「す」（好き）「と」（友達）「ぜ」（絶交）「ね」（熱愛中）「こ」（恋人）に当てはめ、互いが互いをどう想っているかを占うもの。ルーツはヘブライの数秘術の一つ「ジェムトリカ」といわれる。
1960年代に若者たちの間で流行した後、1980年代には当時人気を博した男性アイドルグループ・光GENJIがビデオのタイトルに用いるなど、各作品に用いるコンセプトで販促を行なったことでブームが再燃し、日本全国の女子学生たちの間で大流行に至った。

## 手順
| # | 百科 三郎 | 百科 三郎 | 百科 三郎 | 百科 三郎 | 百科 三郎 | 百科 三郎 | 百科 三郎 | 百科 三郎 | 事典 花美 | 事典 花美 | 事典 花美 | 事典 花美 | 事典 花美 | 事典 花美 |
| - | --------- | --------- | --------- | --------- | --------- | --------- | --------- | --------- | --------- | --------- | --------- | --------- | --------- | --------- |
| 1 | ひ        | や        | つ        | か        | さ        | ふ        | ろ        | う        | し        | て        | ん        | は        | な        | み        |
| 2 | 2         | 1         | 3         | 1         | 1         | 3         | 5         | 3         | 2         | 4         | 1         | 1         | 1         | 2         |
| 3 |           |           | 3         |           |           | 3         | 5         | 3         |           | 4         |           |           |           |           |
| 4 | 14        | 14        | 14        | 14        | 14        | 14        | 14        | 14        | 4         | 4         | 4         | 4         | 4         | 4         |

1. 名前を仮名で表記する。
2. 数字に変換する。(例えば、五十音表で「あ」の段（あかさたな…）は 1、「い」の段（いきしちに…）は 2、「う」の段（うくすつぬ…）は 3、「え」の段（えけせてね…）は 4、「お」の段（おこそとの…）は 5 になる。「ん」は 1 とする)
3. 男女の共通する数字を消す。例では、男女両方に「1」「2」があるので、それらをすべて消す。
4. 残った数字を、男女それぞれで合計する。例では、百科三郎は3 + 3 + 5 + 3 = 14、事典花美は4となる。
5. それぞれの数字を「あ(1)き(2)す(3)と(4)ぜ(5)ね(6)こ(7)あ(8)き(9)す(10)……」と数える。例では、百科三郎の14は「こ」、事典花美の4は「と」。
6. 「あ」は「愛してる」、「き」は「嫌い」、「す」は「好き」、「と」は「友達」、「ぜ」は「絶交」、「ね」は「熱愛中（または熱中[2]、熱烈[4]）」、「こ」は「恋人」という意味。結果として、「百科三郎は事典花美を恋人と思っているが、事典花美は百科三郎を友達と思っている」となる。
7. また、3.の時点で数字がすべて消えた場合、4の時点で結果の文字に変換できないが、この場合は「運命の人」を意味しているともいう[6]。

上記は一例であり、以下のようなバリエーションもある。
- 合計値が複数桁になった際は、各桁の数字を合計して1桁になるまで計算する[3][6]。例では、百科三郎は 1 + 4 = 5 で、「絶交」。
- 2人の数字の合計値が2人の相性を表す[3][5]。例では 14 + 4 = 18 で、相性は「友達」。
- 数字を消す際、「2」は百科三郎に1個しかないので、事典花美からは「2」を1個だけ消し、もう1個の「2」は残す[3]。結果、事典花美は 4 + 2 = 6 で「熱烈」。
- 2人の名前を数字化した後、2人を縦に並べ、縦か斜めに同じ数字があれば消す[3]。
- 地域によっては「あきすとぜねけ」ともいい、7番目の「け」は「結婚」の意味という[5]。
- アキストゼニコ!の楽曲「アキストゼネコ」の歌詞では2番目の「き」は「キス」の意味とされている[7]。